# Medi
medi ist ein Hersteller von Medizinprodukten und hat seinen Sitz in Bayreuth, wo die strategischen Geschäftsbereiche von medi Medical Phlebologie, Orthopädie, Lymphologie, Wound Care und Footcare angesiedelt sind. Sportkompression sowie funktionelle Strumpf- und Shaping-Produkte für den Modebereich vertreibt medi mit den Marken CEP (seit 2007) und ITEM m6 (seit 2011). Niederlassungen in 24 Ländern, ein weiteres Werk in North Carolina (USA) und der Direktexport in über 90 Länder machen medi zu einem weltweit tätigen Unternehmen.

## Geschichte
Das Unternehmen wurde um 1920 im sächsischen Pausa/Vogtl. gegründet und stellte anfangs Strümpfe und Miederwaren her. Mit der Gummistrickerei erweiterten Albert Weihermüller und sein Schwager Berthold Voigtmann das Geschäft. Nach dem Zweiten Weltkrieg ließ sich die Firma in Bayreuth nieder. Durch neue Technologien und patentierte Herstellungsverfahren entwickelten sich neue Geschäftszweige und Produktlinien im Bereich medizinischer Hilfsmittel und Sportbekleidung. Von 2013 bis 2023 war medi der Haupt- und Namenssponsor der Bundesliga-Basketballer medi bayreuth.
Am 25. September 2023 fand erstmals in der Geschichte des Unternehmens eine Betriebsversammlung statt. Rund 1350 Mitarbeiter fanden sich in der Oberfrankenhalle ein und diskutierten über die Einführung eines Betriebsrats. Die Forderung nach der Einsetzung eines Wahlvorstands für eine Betriebsratswahl fand mit 497 Stimmen keine Mehrheit.
Zum Jahresbeginn 2024 rücken mit Philipp Schatz und Marcus Weihermüller zwei Mitglieder der dritten Familiengeneration in die Geschäftsführung auf. 

## Geschäftsbereiche
- Orthopädie
- Kompression
- Footcare
- Sportmarke CEP
- Fashion-Marke ITEM m6

## Produkte
Zum Produktsortiment gehören Kompressionsstrümpfe für Medizin und Sport, Kompressionsversorgungen für Lymph- und Lipödeme, Anziehhilfen für Kompressionsstrümpfe, Bandagen und Orthesen,  Thromboseprophylaxestrümpfe, digitale Gesundheitsanwendungen, orthopädische Einlagen sowie Sportkompressionsbekleidung und Leg- und Shapewear-Produkte im Fashion-Segment.